# Владислав Грамматик
Владислав Грамматик (болг. Владислав Граматик) — средневековый болгарский книжник, переводчик, составитель сборников, переписчик и каллиграф XV века. Писал на среднеболгарском языке. Работал в различных монастырях Северной Македонии. Считается поздним представителем Тырновской книжной школы. Единственное известное авторское сочинение Владислава Грамматика — «Рассказ о переносе мощей Ивана Рильского в Рильский монастырь» («Рильская повесть»). Оно является продолжением «Жития Ивана Рильского» Евфимия Тырновского.

## Переписи и сборники
- «Пределы» — сборник 1456 г.
- «Загребский сборник» («Загребский панегирик») — 1469 г.
- Сборник 1473 г.
- «Рильский сборник» («Рильский панегирик») — 1479 г.
- «Шестоднев»
- «Сборник слов и житий»
- Панегирик 1483 г.